# Tonoshō, Kagawa
Tonoshō (土庄町 Tonoshō-chō) là thị trấn nằm ở huyện Shōzu, tỉnh Kagawa. Tính đến ngày 1 tháng 10 năm 2020, dân số ước tính thị trấn là 12.846 người và mật độ dân số là 170 người/km2. Tổng diện tích thị trấn là 74,38 km2.